# QBE Makedonija
 (octobre 2012).
QBE Makedonija AD (macédonien : Кјуби Македонија АД, code MBID KJUBI) est une entreprise d'assurances de la Macédoine du Nord qui possède son siège à Skopje. Elle est une filiale du groupe australien QBE Insurance. Elle assure les petites, les moyennes et les grandes entreprises ainsi que les particuliers.
L'entreprise a été créée par le régime socialiste yougoslave en 1945, sous le nom de Makedonija. Elle a été privatisée en 1998, puis en 2000, QBE London est devenu l'actionnaire majoritaire. En 2011, QBE employait 212 personnes, dont 63 agents de vente et 149 membres administratifs.
Elle entre dans la composition du MBID, un indice de la Bourse macédonienne. 